# Viktorivka, Mankivka
Viktorivka (în ucraineană Вікторівка) este o comună în raionul Mankivka, regiunea Cerkasî, Ucraina, formată numai din satul de reședință.

## Demografie
Componența lingvistică a comunei Viktorivka
     Ucraineană (98,33%)
     Rusă (1,25%)
Conform recensământului din 2001, majoritatea populației comunei Viktorivka era vorbitoare de ucraineană (98,33%), existând în minoritate și vorbitori de rusă (1,25%).